# Брук, Виктор
Сэр Виктор Александер, 3-й баронет Брук (англ. Sir Victor Alexander Brooke, 3rd Baronet; 5 января 1843 — 27 ноября 1891) — англо-ирландский баронет, натуралист.
Родился в 1843 году. Сын Артура, 2-го баронета Брука, ольстерского аристократа из графства Фермана.
Учился в школе Хэрроу. Любимым занятием Брука была охота. Он ездил на сафари в Африку. Во время сафари описывал антилоп. Описал новые виды копытных: газель Гранта ("Nanger granti"), геренука ("Litocranius walleri"), лань месопотамскую ("Dama dama mesopotamica"). Выделил два подсемейства бычьих: Alcelaphinae и Hippotraginae.
В Брук был магистратом, заместителем лейтенанта и шерифом графства Фермана.
В июле 1864 года женился на Алисе Софии, дочери сэра Алана Эдвард Беллингема, 3-го баронета. Супруги жили на вилле в По, Франция. У них было семеро детей; младший — фельдмаршал виконт Аланбрук.
Умер от пневмонии в По в ноябре 1891 года, в возрасте 48 лет. Леди Брук умер в июле 1920 года.